# Pan Wojewode
Pan Wojewode (russisch: Пан Воевода, Pan Wojewoda; auch Der Wojewode) ist eine Oper in vier Akten von Nikolai Rimski-Korsakow (Musik) mit einem Libretto von Ilja Tjumenew. Die Uraufführung fand am 3. Oktoberjul. / 16. Oktober 1904greg. im Großen Saal des Petersburger Konservatoriums durch das Ensemble der Neuen Oper des Grafen Zeretelli statt.

## Handlung
Die Handlung spielt im 16./17. Jahrhundert in Polen. Die reiche Witwe Jadwiga liebt den mächtigen Woiwoden. Der hingegen zwingt die junge Marija zur Heirat und verurteilt ihren Geliebten Tschaplinski zum Tode, als dieser sich gegen seine Willkürherrschaft auflehnt. Jadwiga überredet ihren Verehrer Olesnizki, Marija bei der Hochzeitszeremonie zu vergiften. Olesnizki durchschaut ihre wahren Absichten jedoch und gibt das Gift stattdessen dem Woiwoden. Marija kann nun als dessen Witwe und Rechtsnachfolgerin Tschaplinski begnadigen.

### Erster Akt
Offene Waldlichtung; zwischen den Bäumen eine kleine Wassermühle; heller sommerlicher Tag
Das Wasser im Mühlenteich glitzert und funkelt im Sonnenlicht. Die Mühle ist dicht mit Gras überwachsen; hier und da sind Gruppen von Haselbäumen. Links auf dem Proszenium ist der Stumpf einer entwurzelten Eiche, bedeckt mit Moos. Die Bühne ist leer. Stille regiert im Wald – Vogelgesang und das sanfte Geplätscher des Wassers in der Mühle sind die einzigen hörbaren Geräusche.
Boleslaw Tschaplinski hat ein Rendezvous mit seiner Geliebten Marija. Während er auf sie wartet, nähert sich eine Gruppe Mädchen der Lichtung. Er gibt vor, zu schlafen. Als Marija kommt, singen ihm die Mädchen ein neckisches Schlaflied. Er erwacht, und die Mädchen ziehen sich zurück, um Beeren zu sammeln. Tschaplinski und Marija schwören einander ihre Liebe. Da hören sie Hörnerklänge der Jagdgesellschaft des berüchtigten Woiwoden. Tschaplinski weist Marija darauf hin, dass dieser mit seinen Freunden rücksichtslos die Felder der Bauern verwüste und nicht einmal den König fürchte. Der alte Dsjuba erscheint, um den Platz für die Rast der Gesellschaft vorzubereiten. Er versperrt dem fliehenden Paar den Weg, lässt sie aber laufen, bevor der Woiwode mit seinen Gästen eintrifft. Unter diesen befinden sich die reiche Witwe Jadwiga Sapolskaja und der in sie verliebte junge Olesnizki. Jadwiga macht sich über ihren Verehrer lustig und warnt ihn vor der Eifersucht des Woiwoden. Etwas verspätet erscheint dieser selbst. Beim folgenden Geplauder bemüht sich Dsjuba geschickt um Jadwiga. Man tanzt fröhlich (Krakowiak). Nur der Woiwode ist in Gedanken versunken. Er erzählt, dass er bei der Mühle ein Mädchen oder einen als solches verkleideten Wassergeist gesehen habe, deren Schönheit seinen Sinn gefesselt habe. Jadwiga schlägt vor, den Woiwoden mit seinem Zauberwesen allein zu lassen und die Jagd ohne ihn fortzusetzen. Nachdem die anderen abgezogen sind, kehrt Marija zurück und läuft dem Woiwoden in die Arme, der sie sogleich festhält. Tschaplinski fordert ihn mit drohender Geste auf, seine Verlobte loszulassen. Der Woiwode jedoch ruft sein Gefolge zurück und lässt ihn festnehmen. Es kommt zu einem Handgemenge, bei dem Tschaplinski am Kopf verletzt wird und das Bewusstsein verliert. Der Woiwode stellt den anderen Marija als seine Braut vor und lädt alle für die nächste Woche zur Hochzeitsfeier ein.

### Zweiter Akt
Eine kleine Lichtung im Unterholz eines dichten Waldes; Dorosch’ Bienenhaus; hinten rechts eine kleine Bauernhütte
Die Hütte hat eine niedrige Tür und verborgene Fenster und ist halb in die Erde gebaut. Daneben sind zwischen den Bäumen Bienenstöcke zu sehen; vor ihnen sind einige alte Baumstümpfe. Es ist kurz vor Sonnenuntergang.
Olesnizki ist eifersüchtig auf Dsjuba, der bei Jadwiga offenbar mehr Erfolg hat als er selbst und mit ihr zusammen zur Hütte des gefürchteten Zauberers Dorosch gehen will. Dort erwartet Olesnizki die beiden in einem Versteck. Er will Jadwiga seinen Mut beweisen und hofft auf eine neue Chance bei ihr. Tatsächlich erweist sich sein Rivale als so ängstlich, dass Jadwiga ihn enttäuscht fortschickt. Sie klopft an die Tür, entschlossen, sich von Dorosch ihre Zukunft voraussagen zu lassen. Sie will den Woiwoden unter keinen Umständen Marija überlassen. Dorosch holt einen Kelch mit Zauberwasser, in dem Jadwiga eine Vision der Hochzeit des Woiwoden mit Marija erblickt. Wütend fordert sie von dem Magier ein schnell wirkendes Gift – sie weiß noch nicht, ob für sich selbst oder für jemand anderen. Nach einer Warnung, dass das Schicksal stärker sei als Gift, bittet Dorosch sie in seine Hütte. Draußen erhebt sich unterdessen der Mond über die Bäume (Nocturne), und Olesnizki bewundert die Schönheit der Nacht. Als Jadwiga mit ihrem „Hochzeitsgeschenk“ wieder herauskommt, bietet er ihr seine Dienste an. Jadwiga behauptet, sie wolle mit dem Gift ihre eigene unerwiderte Liebe für den Woiwoden zerstören, damit ihr Herz wieder frei werde. Sie macht Olesnizki Hoffnung und lässt ihn schwören, über alles zu schweigen. Da erscheint Tschaplinski mit seinem Freund Poslawski. Er will mit Hilfe des Zauberers seine Geliebte Marija zurückgewinnen. Poslawski hat seinerseits weitere Freunde aus dem Landadel (Szlachta) zusammengerufen, und alle schwören, am Hochzeitstag die Macht des Woiwoden gewaltsam zu brechen. Jadwiga und Olesnizki belauschen die Verschwörer. Dorosch kommentiert: „Das Gift ist bereit, und die Säbel funkeln im Licht. Rache, Eifersucht und Liebe greifen wie Zweige im dunklen Wald ineinander; doch über allem regiert der Beschluss des Schicksals.“

### Dritter Akt
Pan Wojewodas Hochzeitsfest; hell erleuchteter Saal mit Tischen
Rechts im Vordergrund ein reich verzierter Tisch und zwei Stühle für das Brautpaar. In einem Bogengang im Hintergrund der Bühne ist durch eine weit geöffnete Tür der vom Mond beschienene Garten zu sehen.
Das Fest ist bereits in vollem Gang (Mazurka). Während die Gäste singen und tanzen, ist Marija bleich und nachdenklich. Auch der Woiwode hat nicht die beste Laune. Der schwer betrunkene Dsjuba tanzt besonders eifrig mit einer hübschen jungen Dame. Anschließend fordert er alle auf, auf das Brautpaar anzustoßen. Marija ignoriert die Sitte, ihr Glas vollständig zu leeren, und stellt es unter dem Vorwand der Müdigkeit zurück auf den Tisch. Der Woiwode rät ihr, sich für eine Weile in den Garten zu begeben. Sie kann dann später austrinken. Die ganze Gesellschaft geht, eine Polonaise tanzend, hinaus. Jadwiga nutzt die Gelegenheit, sich in den Saal zu schleichen, um das Gift in Marijas Becher zu geben. Dsjuba entdeckt sie jedoch, und sie kann nun weder ihren Plan ausführen noch unbemerkt verschwinden. Als der Woiwode und die anderen Gäste zurückkehren, muss sie ihre Anwesenheit erklären. Olesnizki bemüht sich mutig, sie zu verteidigen. Jadwiga behauptet nun, sie habe den Woiwoden vor der Verschwörung Tschaplinskis und der Schlachtschitzen warnen wollen. Der Woiwode ruft alle zu den Waffen, entschuldigt sich bei Jadwiga und lädt sie nachträglich zum Fest ein. In einem Quintett mit Chor drücken alle ihre unterschiedlichen Gefühle aus, bis Dsjuba die Braut auffordert, ein fröhliches Lied vorzutragen, um die Stimmung aufzuheitern. Dazu ist Marija nicht in der Lage. Sie singt stattdessen eine traurige Klage über einen angeschossenen Schwan, der in der Todesstunde vergeblich nach seiner Gefährtin ruft. Alle sind tief berührt. Als Marija ergänzt, dass ihr Schwan davongeflogen sei, wird der Woiwode ärgerlich. Dsjuba ruft zur Ablenkung seine eigenen Tänzer herein, die einen ukrainischen Tanz, einen Kazachok, vorführen. Plötzlich sind aus dem Garten Schüsse und Kampfeslärm zu hören. Die Schlachtschitzen unter Führung von Tschaplinski und Poslawski dringen herein. Tschaplinski will Marija befreien, wird jedoch vom Woiwoden in einen Zweikampf verwickelt. Der Vorhang fällt.

### Vierter Akt
Bühne wie im dritten Akt; Morgens; Tische und Bänke liegen wild durcheinander
Die Schlachtschitzen wurden überwältigt und zwölf von ihnen, darunter Tschaplinski, eingekerkert. Marija fleht den Woiwoden vergeblich um sein Leben an. Er lässt stattdessen einen Priester für ihn holen. Die Hinrichtung soll bereits in einer Stunde vor Marijas Augen stattfinden. Da der Woiwode inzwischen eingesehen hat, dass sie ihn niemals lieben wird, darf sie nach der Trauung ihre restliches Leben im Kloster verbringen. Jadwiga hat noch nicht aufgegeben. Als sie erfährt, dass Olesnizki dem Brautpaar nach der Zeremonie die Becher reichen soll, bittet sie diesen, das Gift in Marijas Glas zu schütten. Danach werde sie für immer die Seine werden. Olesnizki erklärt sich nach kurzer Überlegung dazu bereit und geht in den Garten. Der Woiwode wendet sich nun Jadwiga zu und bittet sie erneut um Vergebung. Er meint, ohne sie nicht mehr leben zu können. Jadwiga sieht sich am Ziel ihrer Wünsche. Die beiden umarmen sich, werden dabei aber von Olesnizki beobachtet. Die Gäste und Musiker treffen zur Hochzeitszeremonie ein. Dsjuba begrüßt sie und fordert das Brautpaar auf, die von Olesnizki hereingebrachten Becher zu leeren. Anschließend lässt der Woiwode Tschaplinski vorführen und verkündet diesem sein Todesurteil. Tschaplinski sieht seinem Ende gefasst entgegen. Er meint, auch der Woiwode werde früher oder später sterben und dann seinem göttlichen Richter gegenüberstehen. Dessen Wutausbruch wird von Krämpfen unterbrochen. Olesnizki hat das Gift nicht in Marijas, sondern in seinen Becher gegeben. Der Woiwode stirbt vor aller Augen. Seine Witwe Marija ist nun seine Nachfolgerin. Sie verkündet, dass das Urteil des gerechten Gottes ausgeführt wurde, und lässt Tschaplinski die Ketten lösen.

## Gestaltung

### Orchester
Die Orchesterbesetzung der Oper enthält die folgenden Instrumente:
- Holzbläser: Piccoloflöte, zwei Flöten (2. auch Piccolo), zwei Oboen (2. auch Englischhorn), zwei Klarinetten (2. auch Bassklarinette), zwei Fagotte (2. auch Kontrafagott)
- Blechbläser: vier Hörner, zwei Trompeten, drei Posaunen, Tuba
- Pauken, Schlagzeug: Becken, Triangel, Tamburin, große Trommel, Glockenspiel
- Harfe
- Streicher

### Libretto
Der Text der Oper stammt von Ilja Tjumenew, einem einstigen Schüler Rimski-Korsakows, der vielseitig begabt und gebildet war und bereits einige wichtige Werke der Opernliteratur ins Russische übersetzt hatte, darunter Werke von Wolfgang Amadeus Mozart (Don Giovanni), Carl-Maria von Weber (Der Freischütz) oder Richard Wagner (Die Meistersinger von Nürnberg und den Ring des Nibelungen). Mit seinem nach konkreten Vorgaben verfassten Libretto für Pan Wojewoda zeigte sich Rimski-Korsakow sehr zufrieden, da er darin geschickt „das folkloristische Element eingefangen“ habe und es „viele dankbare Vorlagen für einen Komponisten“ bot. Andererseits besteht es Sigrid Neef zufolge lediglich aus einer „ungeschickte[n] Kompilation von klischeehaft geratenen traditionellen Opernsituationen und -figuren“, deren Geschichten „durch eine den Zufall übermäßig strapazierende Dramaturgie notdürftig zusammengehalten“ werden.

### Musik
Obwohl Rimski-Korsakow den im Text vorgegebenen Klischees auch musikalisch folgt und häufig auf Wiederholungen und Selbstzitate verfällt, ist die kompositorische Anlage differenziert ausgebildet. Dem Woiwoden wies er gegensätzliche Themen zu. Blechbläserklänge und der Rhythmus der Polonaise betonen seinen nationalen Charakter und seinen hohen Rang. Sein erstes Thema ist durch liedhafte Melodien in Moll mit Begleitung von Klarinette, Fagott, Bratschen und Violoncelli gekennzeichnet. Das zweite steht in Dur und zeigt seinen Status in der höfischen Gesellschaft.
Neben den verschiedenen Nationaltänzen sind besonders die Orchestereinleitung („Waldweben“) und die „Sinfonie der Hörner“ im ersten Akt, Jadwigas Vision und das Nocturne im zweiten Akt sowie die Szene Jadwiga/Dsjuba zum Hintergrund-Klang der Polonaise,:317 das Quintett mit Chor und Marijas Lied vom sterbenden Schwan im dritten Akt erwähnenswert. Beim Quintett orientiert sich Rimski-Korsakow an den Idealen Michail Glinkas. Die Stimmen sind bei sich veränderndem Ausdruck höchst selbstständig geführt.
Als Grund für den fehlenden Erfolg dieses Werks wird üblicherweise genannt, dass es sich um gute Musik zu einem schlechten Stück ohne treffende Personencharakterisierung handle. Sigrid Neef widersprach dieser Einschätzung mit dem Hinweis, dass sie auf der irrigen Ansicht beruhe, es handele sich um ein „gesellschaftskritisches Stück in der Tradition der großen Romantischen Oper des 19. Jahrhunderts“. Stattdessen werde hier „von seiten der Natur auf menschliches Treiben geschaut“ und „Wald, Mond und Sonne sind Hauptfiguren der musikalischen Handlung“. Die Oper sei vielleicht keines der Meisterwerke Rimski-Korsakows, jedoch nicht „stümperhaft und schablonenhaft“.:319
Nikolai van Gilse van der Pals beschrieb den Stil dieser Oper als „Mittelstellung zwischen der ‚Zarenbraut’ und ‚Servilia’, also zwischen einer modernisierten, traditionellen Oper und einem mit älteren Elementen durchgesetzten Musikdrama“. Die Szenen gehen musikalisch ineinander über. Dennoch gibt es einige geschlossene Orchesterstücke, Arien und Duette, und die Gesangspartien sind melodischer als in Servilia, in der ein deklamatorischer Stil vorherrscht.:509

## Werkgeschichte
Nikolai Rimski-Korsakow trug sich lange Zeit mit dem Gedanken an eine Oper mit einem polnischen Stoff. In seiner Chronik meines musikalischen Lebens nannte er als Gründe Kindheitserinnerungen an Melodien, die er von seiner Mutter gehört hatte, und seine Verehrung für die Musik Frédéric Chopins. Um 1900 herum verfestigten sich die Pläne, nachdem er durch den hundertsten Geburtstag Alexander Puschkins und dessen Freundschaft mit dem polnischen Dichter Adam Mickiewicz wieder an dieses Vorhaben erinnert wurde.:303 Das Libretto verfasste Ilja Tjumenew zwischen 1899 und 1901:304 ganz nach den Wünschen Rimski-Korsakows: „Es sollte ein dramatisches Stück aus dem polnischen Volksleben des 16. und 17. Jahrhunderts ohne politischen Hintergrund werden, mit sparsam eingestreuten phantastischen Elementen, wie etwa Wahrsage- oder Zauber-Szenen; außerdem sollte es Gelegenheiten für polnische Tänze bieten.“ Die Komposition entstand in den Jahren 1902 und 1903. In der Zwischenzeit hatte Rimski-Korsakow einige andere Werke begonnen und seine Oper Kaschtschei der Unsterbliche vollendet.:304 Pan Wojewoda ist „Dem Andenken an Fryderyk Chopin gewidmet“.:299
Die Uraufführungsproduktion war ursprünglich von der Direktion der Kaiserlichen Theater an das Moskauer Kaiserliche Theater vergeben worden.:317 Sie fand dann aber nicht in Moskau, sondern am 3. Oktoberjul. / 16. Oktober 1904greg. ungekürzt im Großen Saal des Petersburger Konservatoriums statt. Ausgeführt wurde sie durch das Ensemble der privaten Neuen Oper des Grafen Zeretelli, in einer Einstudierung von Václav Suk.:318 Es sangen Alexander Petrowitsch Antonowski (Pan Wojewoda), O. N. Aslanowa (Jadwiga Sapolskaja), Wariaghin (Dsjuba), V. M. Dobrjanskaja (Olesnizki), Nikolai Andrejewitsch Boltschakov (Boleslaw Tschaplinski), Romanow (Poslawski) und Maria Insarowa (Marija Oskolskaja).
Den Erinnerungen Rimski-Korsakows zufolge hatte das Werk „bei der Premiere und den nur schwach besuchten weiteren Vorstellungen einen Achtungserfolg“.:318 Insgesamt gab es nur sieben Aufführungen.
Pan Wojewoda zählt zu den am wenigsten gespielten Opern Rimski-Korsakows. Nachweisbare Aufführungen waren:
- Mai 1905: Großes Opern- und Ballett-Theater Warschau;[2] fünf Aufführungen.[6]
- Sommer 1905: Großes Jahrmarkttheater in Nischni Nowgorod.[2]
- September 1905: Bolschoi-Theater Moskau; Dirigent: Sergei Rachmaninow; mit Jelisaweta Polosowa (Marija) und Petrow (Pan Wojewoda); zur Zufriedenheit des anwesenden Komponisten;[3]:318 sechs Aufführungen.[6]
- 1935: Leningrader Konservatorium; Neuproduktion am Ort der Uraufführung.[2]
- 1951: Rundfunkaufführung; Dirigent: Samuil Samossud.[3]:318
- 1954: Gorki.[2]
- 1954: Nowosibirsk.[2]
- 2019: Konzerthalle Sankt Petersburg (konzertant); Dirigent: Waleri Gergijew; mit Jekaterina Latyschewa (Marija) und Andrei Serow (Pan Wojewoda).[7]

Sigrid Neef wies darauf hin, dass die Aufführungen von 1935 und 1954 möglicherweise „verschlüsselte Reaktionen“ auf den Tod damaliger „sowjetischer Wojewoden“ gewesen sein könnten, denn 1934 wurde in Leningrad Sergei Kirow ermordet, und 1953 starb Josef Stalin unter nicht ganz geklärten Umständen.:318
Eine Konzertsuite aus der Einleitung, dem Nocturne und den Tänzen trägt die Opus-Nummer 59. Rimski-Korsakow veröffentlichte sie bereits 1904 bei Bessel.:317 Richard Taruskin zufolge erinnern diese Stücke mehr an Michail Glinka als an Chopin.
Marijas Lied des sterbenden Schwans aus dem dritten Akt wurde gelegentlich außerhalb der Oper aufgeführt.

## Aufnahmen
- 1951 – Samuil Samossud (Dirigent), USSR State Radio Symphony Orchestra, USSR State Radio Chorus.
 Alexei Koroljow (Pan Wojewoda), Natalja Roschdestwenskaja (Jadwiga Sapolskaja), Konstantin Poljajew (Dsjuba), Ljudmila Legostajewa (Olesnizki), Anatoli Orfjonow (Boleslaw Tschaplinski), Hugo/Gugo Tiz (Poslawski), Kapitolina Ratschewskaja (Marija Oskolskaja), Georgi/Gennadi Troizki (Dorosch), Alexei Usmanow (Hofmarschall).
 Studioaufnahme.
 Melodia M10 48653-8 (3 LPs).[8][3]:319